# Praxidike (satelit)
Praxidike (/prak.si'di.ke/), cunoscut și ca Jupiter XXVII, este un satelit natural neregulat, retrograd al lui Jupiter. El a fost descoperit de o echipă de astronomi de la Universitatea din Hawaii condusă de Scott S. Sheppard în 2000, și i-a fost dată denumirea provizorie de S/2000 J 7. 
În august 2003 el a fost denumit în cinstea lui Praxidike, zeița din mitologia greacă a pedepselor.

## Orbită

Praxidike observat de sonda WISE în 2010

Praxidike îl orbitează pe Jupiter la o distanță medie de 20.824.000 km în 609,25 zile, la o înclinație de 144° față de ecliptică (143° față de ecuatorul lui Jupiter), în direcție retrogradă și cu o excentricitate de 0,1840.
Praxidike face parte din Grupul Ananke, despre care se crede că sunt rămășițele unei spargeri a unui asteroid heliocentric capturat. Cu un diametru de aproximativ 7 km, Praxidike este al doilea cel mai mare membru din acest grup, fiind după Ananke.

## Caracteristici
Satelitul are o culoare aparent gri (indecii de culoare B-V=0.77, R-V= 0.34), similar asteroizilor de tip C